# Eubenangee-Swamp-Nationalpark
Der Eubenangee-Swamp-Nationalpark (engl.: Eubenangee Swamp National Park) ist ein Nationalpark im Nordosten des australischen Bundesstaates Queensland.

## Lage
Er liegt 1.332 Kilometer nordwestlich von Brisbane und 12 Kilometer nordwestlich von Innisfail, östlich des Bruce Highway.

## Landesnatur
Der Park besteht aus einem flachen Hügel und der Niederung des Alice River, die auf nährstoffreichem Basaltuntergrund aufbauen. Die Niederung ist in der Regenzeit meist komplett geflutet, trocknet aber auch in der Trockenzeit nicht komplett aus. Vom Hügel aus hat man einen guten Überblick über den Sumpf auf der einen und den Bergen der Bellenden Ker Range mit den beiden höchsten Gipfeln Queenslands, dem Mount Bartle Frere (1.622 Meter) und dem Mount Bellenden Ker (1.593 Meter).

## Flora und Fauna
Die Reste tropischen Küstenregenwaldes, der früher in der gesamten Gegend wuchs, das Grasland und Sumpf-Myrtenheiden machen das Parkgelände zu einem Biosphärenreservat von internationalem Rang.
Besonders für Wasservögel ist der das ganze Jahr über mit Wasser gefüllte Sumpf ein wichtiger Lebensraum. Der Park ist Teil der Coastal Wet Tropics Important Bird Area, die von BirdLife International wegen ihrer Bedeutung für den Erhalt der Vögel des tropischen Küstenregenwaldes ausgewiesen wurde.

## Einrichtungen
Ein 1,5 Kilometer langer Wanderweg führt zunächst am Alice River entlang und dann auf den flachen Hügel.

## Zufahrt
Vom Bruce Highway (Ausfahrt Mirriwinni) biegt man nach Osten auf die Bramston Beach Road ab. Nach einem Kilometer biegt nach Süden die Cartwright Road ab, die zum Parkeingang führt.